# Burmargiolestes
Burmargiolestes – rodzaj ważek z rodziny Rhipidolestidae. Obejmuje gatunki występujące w północno-wschodnich Indiach i kontynentalnej Azji Południowo-Wschodniej.

## Systematyka
Rodzaj Burmargiolestes utworzył w 1925 roku Clarence Hamilton Kennedy dla gatunku Argiolestes melanothorax opisanego w 1891 roku przez Selysa.
Dawniej rodzaj Burmargiolestes zaliczany był do szeroko wówczas definiowanej rodziny Megapodagrionidae. W 2013 roku Dijkstra et al. w oparciu o badania filogenetyczne wydzielili z Megapodagrionidae rodzaje Agriomorpha, Bornargiolestes, Burmargiolestes i Rhipidolestes jako „Incertae sedis group 1” w obrębie nadrodziny Calopterygoidea; przenieśli także gatunek Burmargiolestes xinglongensis do rodzaju Agriomorpha. W 2021 roku Bybee et al. umieścili te cztery rodzaje w przywróconej przez siebie rodzinie Rhipidolestidae.

### Podział systematyczny
Do rodzaju Burmargiolestes należą dwa gatunki:
- Burmargiolestes laidlawi Lieftinck, 1960
- Burmargiolestes melanothorax (Selys, 1891)